# Egglauer Schlössel

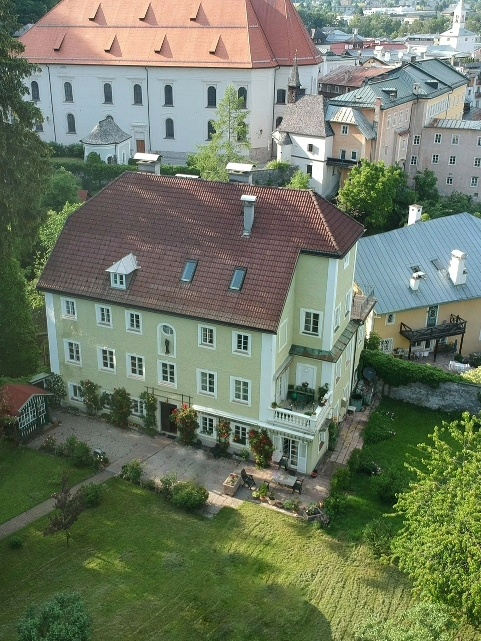
Egglauer-Schlössl

Das Egglauer Schlössel (nach der heutigen Besitzerfamilie auch Wimmer-Schlössl genannt) ist ein ehemals herrschaftliches Wohngebäude in der Stadtgemeinde Hallein im Bezirk Hallein im österreichischen Bundesland Salzburg (Krautgasse 14, im Bereich der Altstadt).

## Geschichte
Der Name leitet sich wahrscheinlich von Hieronymus Eglauer ab, der 1585–1591 Stadtkassier war und 1609 die Maut auf der Brücke in Hallein übernahm. Er starb am 19. Juni 1616. 1662 führte der Bau den Namen Teufel-Schlössl, nach seinem Besitzer Hans Christof Teufl zu Pichl, Pfleger von Abtenau. Magdalena Martha Teufl von Pichl schenkte das Schlössl 1689 dem Halleiner Augustinerkloster, welches den Besitz bald weiterverkaufte. Weitere Besitzer waren Georg von Lohr (1705, Bürgermeister von Hallein), Georg Zeitler (1744), Franz Anton Schwarzenberg und seine Gattin Maria (1747), Leonhard Migitsch (1793), Michael Hanselmann und Cäcilia Migitsch (1797), Markus Wimmer († 1842), dann Adam Wimmer und dessen minderjährigen Kinder Sebastian, Maria, Georg, Adam, Katharina und Barbara (1863). Georg Wimmer kaufte zwischen 1863 und 1876 die Anteile seiner Geschwister und wurde Alleinbesitzer. 1904 kam der Besitz auf dem Erbweg an Katharina Wimmer. Auf sie folgten 1930 Stefan und Bertha Wimmer. 1949 wurden Markus Wimmer und Annemarie Magreiter bzw. Doppelmayr im Grundbuch eingetragen. Diese Familie ist noch heute im Besitz des Anwesens. Das Gebäude brannte 1943, es wurde daraufhin in seiner früheren Form wieder hergestellt.

## Baubeschreibung
Das Gebäude steht am Rand eines Steilabfalls zum Kotbach. Die Gebäudeecken sind zum Bach hin abgeschrägt. Das Gebäude besitzt neben einem Sockelgeschoß drei weitere Geschoße. Der massiv wirkende Baukörper ist mit einem Schopfwalmdach gedeckt. An der Südost-Fassade befindet sich ein turmförmig vorgezogener Mittelrisalit.